# Csonkás (Nagyszőlős község)
Csonkás (Притисянське [Pritiszjanszke]) település Ukrajnában, Kárpátalján, a Beregszászi járásban.

## Fekvése
Nagyszőlőstől délnyugatra, Fancsika déli szomszédjában fekvő település.

## Népessége
A 2001-es népszámlálási adatok szerint 124 lakosa volt, ebből 4 magyar nemzetiségű volt.